# Manuele Angelo Filantropeno
Manuele Angelo Filantropeno in greco Μανουήλ Ἂγγελος Φιλανθρωπηνός? (fl. XIV secolo) è stato un nobile greco bizantino che ha governato la Tessaglia dal 1390 circa fino alla sua conquista da parte dei Turchi Ottomani nel 1393, come vassallo bizantino con il titolo di Cesare.

## Biografia
Manuele era figlio o fratello del Cesare Alessio Angelo Filantropeno, che aveva governato la Tessaglia dall'inizio degli anni '70 del XIII secolo, succedendogli alla sua morte, avvenuta intorno al 1389/1390. Come Alessio, riconobbe la sovranità dell'imperatore bizantino, ricevendo in cambio il titolo di Cesare. Nel 1389, egli (o Alessio, se era ancora in vita) inviò aiuti al despota di Giannina, Esaù de' Buondelmonti, contro i clan albanesi dell'Epiro, e le loro forze congiunte ottennero un'importante vittoria su di essi. Nel 1393, tuttavia, gli Ottomani inviarono un grande esercito che occupò la Tessaglia. Manuele fu quindi l'ultimo sovrano cristiano dell'intera regione fino al 1878, quando divenne parte del Regno di Grecia. Lui o (meno probabilmente) Alessio era il nonno del sovrano serbo  Mihailo Anđelović e del Gran Visir ottomano Mahmud Pascià Angelović.
Sua figlia Anna Filantropena sposò l'imperatore Manuele III di Trebisonda.